# Омо
Омо (на амхарски ኦሞ) е река в югозападната част на Етиопия, вливаща се в езерото Туркана (Рудолф). Дължината ѝ е 760 km, а площта на водосборния басейн 79 000 km².
Омо води началото си на 2416 m н.в. под името Гибе от централните части на Етиопската планинска земя и по цялото си протежение тече предимно в южна посока. В горното и средното течение е типично планинска река, с бързо течение и множество прагове. След устието на десния си приток Динча излиза от планините и до устието си тече в широка долина през равнинна местност. Влива се от север чрез два ръкава в езерото Туркана (Рудолф), разположено на 361 m н.в. Основни притоци: леви – Уолга, Шелеле, Мегеча, Маки; десни – Анария, Годжеп (225 km, най-голям приток), Динча, Кума. Среден многогодишен отток 660 m³/s, минимален – 170 m³/s, максимален – 1680 m³/s (през лятото). Само в горното течение долината ѝ е гъсто населена с множество малки села, а средното и долното ѝ течение поради неблагоприятния климат е почти безлюдно.